# Astra 1A

Astra 1A (Астра 1A) — європейський телекомунікаційний супутник. Він призначається для ретрансляції радіо-і телепрограм в аналоговому і цифровому форматах.

## Історія
Супутник був створений компанією GE Astra Electronics, яка зараз називається Lockheed Martin Astro Space, на основі платформи GE 4000. Супутник був вдало виведений в свою орбітальну позицію і 4 лютого 1989 року почав регулярну трансляцію.

## Зона покриття
- Європа